# Дугласс Тауншип (округ Беркс, Пенсільванія)
Дугласс Тауншип (англ. Douglass Township) — селище (англ. township) в США, в окрузі Беркс штату Пенсільванія. Населення — 3670 осіб (2020).

## Демографія
Згідно з переписом 2010 року, у селищі мешкало 3306 осіб у 1334 домогосподарствах у складі 974 родин. Було 1478 помешкань
Расовий склад населення:
| - 93,4 % — білих - 4,9 % — чорних або афроамериканців - 0,4 % — азіатів - 0,2 % — корінних американців |

До двох чи більше рас належало 1,0 %. Частка іспаномовних становила 1,1 % від усіх жителів.
За віковим діапазоном населення розподілялося таким чином: 17,8 % — особи молодші 18 років, 63,7 % — особи у віці 18—64 років, 18,5 % — особи у віці 65 років та старші. Медіана віку мешканця становила 47,7 року. На 100 осіб жіночої статі у селищі припадало 103,9 чоловіків;  на 100 жінок у віці від 18 років та старших — 102,2 чоловіків також старших 18 років.
Середній дохід на одне домашнє господарство  становив 71 737 доларів США (медіана — 61 337), а середній дохід на одну сім'ю — 87 204 долари (медіана — 80 132). Медіана доходів становила 50 833 долари для чоловіків та 33 250 доларів для жінок. За межею бідності перебувало 5,8 % осіб, у тому числі 0,0 % дітей у віці до 18 років та 1,8 % осіб у віці 65 років та старших.
Цивільне працевлаштоване населення становило 1726 осіб. Основні галузі зайнятості: виробництво — 23,4 %, освіта, охорона здоров'я та соціальна допомога — 17,4 %, науковці, спеціалісти, менеджери — 13,0 %, роздрібна торгівля — 11,6 %.